# Herbert Gundelach
Herbert Gundelach (15 de junio de 1899 - 4 de noviembre de 1971) fue un general alemán durante la Segunda Guerra Mundial.

## Biografía
El 15 de junio de 1899 Herbert Gundelach nació en Metz, Alsacia-Lorena. Gundelach se unió al Ejército alemán directamente desde la escuela. Después de la guerra, Gundelach hizo una brillante carrera militar en el Reichswehr, que estaba limitado a un ejército permanente de 100 000 hombres, y después en el Heer, el ejército regular alemán.
Durante la Segunda Guerra Mundial, Herbert Gundelach participó en muchas operaciones militares significativas. Entre 1939 y 1941, el Teniente Coronel Gundelach fue seleccionado como oficial del Estado Mayor General en la 16.ª División de Infantería. Esta división luchó en la campaña de los Balcanes en abril de 1941, y después como parte del sector sur del frente oriental en junio de 1941. Entre febrero y octubre de 1944, Gundelach fue Jefe del Estado Mayor del XXVIII Cuerpo de Ejército. Herbert Gundelach finalmente obtuvo el rango de Generalmajor. Finalizó la guerra en cautividad, rindiéndose a los Aliados en 1945. Fue liberado en septiembre de 1947.
Herbert Gundelach murió en 1971.

## Condecoraciones
- Cruz de Hierro (1914) 2.ª clase;[1]
- Medalla de herido (1918) en Negro;[1]
- Broche de la Cruz de Hierro 2.ª clase;
- Cruz de Hierro (1939) 1.ª clase;
- Cruz Alemana en Oro, 26 de enero de 1942;[2]